# Баранова, Ирина Ивановна
Ирина Ивановна Баранова (23 марта 1934, г. Владивосток) —  советский и российский этнограф и музеевед. Директор Государственного музея этнографии народов  СССР (1977–1987), ныне – Российский этнографический музей.    Заслуженный работник культуры РСФСР (1980). 

## Биография
Родилась во Владивостоке Приморского края. В 1952 году окончила среднюю школу в Севастополе. В том же году поступила на исторический факультет Московского государственного университета, который окончила в 1957 году по специальности «этнография». В годы учебы в университете участвовала в трех экспедициях на Русский Север. Собрала большой антропологический и этнографический материал. Последний был положен в основу её дипломной работы на тему «Антропологический состав населения бассейна Онеги в связи с вопросами этнической истории».   

В 1957–1959 годы работала на Усть-Ижорском фанерном завод воспитателем, а затем секретарём комитета комсомола.
С  1959 года сотрудник Государственного музея этнографии народов СССР: вначале — младший научный сотрудник отдела учета, затем учёный секретарь (1960–1962); зав. отделом этнографии русского  народа (1962–1977);  директор музея (1977–1987); ведущий научный сотрудник (1988–2009).

### Семья
- Родители:
  - отец – Колузаев Иван Васильевич – капитан I ранга; участник Второй мировой войны;
  - мать – Колузаева (Волченкова) Мария Елизаровна – домохозяйка.
- Муж – Баранов Владимир Михайлович – ведущий инженер ЦНИИ «Гидроприбор».
- Дети: 
  - дочь – Климовицкая Анна Владимировна – этнограф, художник-реставратор (Российский этнографический музей);
  - сын  — Баранов Дмитрий Владимирович.

## Профессиональные достижения
В период заведованием отелом этнографии русского  народа И. И. Баранова в составе авторского коллектива работала над созданием экспозиций «Новое и традиционное в современной одежде и жилище народов СССР», «Украинцы», а также участвовала в научной разработке экспозиции «Русские». 
Во время работы И. И. Барановой на посту директора Государственный музей этнографии народов СССР стал Всесоюзным научно-методическим центром этнографического музееведения (1979) был награжден орденом Дружбы народов (1984), приобрёл статус научно-исследовательского учреждения I категории, стал членом Международного совета музеев ИКОМ, активизировал зарубежную выставочную деятельность.
В 1968-1970 годы  И. И. Баранова возглавляла группу ученых – этнографов по комплектованию коллекций и строительству экспозиций этнографического отдела Мориального музея-заповедника в поселке «Шушинское» Красноярского края (ныне – Историко-этнографический музей-заповедник «Шушенское»).  
С 1987 года занимается разработкой стандартов описания музейного предмета, проблемами унификации терминологии для информационных систем. Является идеологом и основным автором издания «Система научного описания музейного предмета: классификация, методика, терминология».

### Полевые исследования
И. И. Баранова опытный собиратель музейных коллекций: во время экспедиций ею собрано около 300 этнографических экспонатов для Государственного музея этнографии народов СССР (ныне – Российский этнографический музей) и свыше 600 для Историко-этнографического музея-заповедника «Шушенское». 
Среди собранных предметов — экспонаты по этнографии русских и украинцев, а также уникальная коллекция, характеризующая быт казаков-некрасовцев.

## Публикации
- Показ современности в ГМЭ народов СССР (поиски и проблемы). «Советская этнография». 1981. №2
- Опыт создания историко-бытового раздела мемориального музея-заповедника «Сибирская ссылка В.И. Ленина». Сб. «Материалы по работе и истории этнографических музеев и выставок». М., 1972.
- Государственный музей этнографии народов СССР . Путеводитель. Изд. 1977 и 1981 гг. В составе авторского коллектива.
- Пропаганда новой обрядности музейными средствами.  Сборник  «Социалистическая обрядность и формирование нового человека» Киев. 1979.
- «Принципы и методы экспедиционно-собирательской работы советских этнографических музеев». М., 1964. (в соавторстве с М.А. Каплан)
- Русское народное искусство и одежда XVIII – ХХ вв. Каталог выставки. 1973, 1981. Издан в Исландии, Норвегии, Дании, Франции.
- Актуальные задачи деятельности ГМЭ народов СССР на современном этапе («Отражение этнических процессов в памятниках бытовой культуры».) Сборник научных трудов. Л., 1984. 7 с.
- «Этнография и музеи в СССР».  «Museum» №139, 1983 г.  Издательство ЮНЕСКО)
- «Роль этнографического музея в пропаганде влияния этнической традиции на современную культуру». «Тезисы научного чтения и роль и место этнографических музеев в системе идеологического воспитания». Таллин, 1984.
- «Опыт работы Международного комитета ИКОМа по музеям этнографии и международная выставочная деятельность ГМЭ народов СССР» XXXV сессия советского комитета Международного совета музеев 22 мая 1979 года. Отчет. Фрунзе, 1982.
- Коллекции по ремеслам и промыслам и особенности их использования в этнографическом музее «Ремесла и промыслы народов СССР. Сб. научных трудов.  Л., 1986. 12 с.
- Атрибуция музейного памятника: классификация, терминология, методика / Под ред. И.В.Дубова. – СПб.: изд. «Лань», 1999. – 352 с. (Серия «Мир культуры, истории и философии».
- Научный паспорт ГМЭ и методические рекомендации по его заполнению. Л., 1989. С. 56
- Классификатор материалов этнографических памятников (для АИПС). СПб., 1992. 113 с.
- Классификатор этнических общностей и словарь этнонимов. Л., 1990. 33 с.
- Классификатор техники изготовления и обработки этнографических памятников (для АИПС). СПб., 1992. С 53.
- Классификатор этнографических музейных памятников (для автоматизированной информационно-поисковой системы). СПб., 1992. 37 с.
- Компьютеризация Российского этнографического музея: состояние и перспективы развития. (Сб. докладов Всероссийской конференции «Компьютеризация в музеях»). М., 1997. 8 с.
- Фиксация сведений об этнографическом предмете музейного значения в собирательской деятельности.  Сборник  «Научное комплектование фондов этнографического музея», Л., 1990
- «Обувь и изделия из кожи» в монографии МИ Белова «Материальная культура русских полярных мореходов и землепроходцев XVI – XVII вв.» М., 1981. (в соавторстве с Комлевой)
- «Детство и воспитание в коллекциях ГМЭ по русской этнографии».  Сборник «Мир детства в традиционной культуре народов СССР», ч. 2. В соавторстве с Голяковой
- К вопросу об унификации описания музейных памятников из металла. «Ювелирное искусство и материальная культура» Тезисы докладов. СПб., 1996. Гос. Эрмитаж
- Российский этнографический музей, 1902-2002 [Текст] : [альбом / авт.-сост. Л. К. Александрова [и др.]. - Санкт-Петербург : Славия, 2001. - 278, [1] с. : фото, цв.ил. - ISBN 5-88654-157-8 (в пер.) : Б. ц.
- Баранова, И. И. Методика атрибуции этнографического предмета в формате единого научного паспорта / И. И. Баранова, Е. Ф. Кононова, Е. Н. Котова // Система научного описания музейного предмета: классификация, методика, терминология. — СПб., 2003. - С. 15-40.
- Баранова И.И. Директор (Памяти Дориана Андреевича Сергеева). Музей, традиции, этничность. Номер 1 (5), 2014 – С.101.
- Система научного описания музейного предмета: классификация, методика, терминология: Справочник. В 2 кн. Кн. I. Общая методика атрибуции этнографического памятника. Классификаторы. Понятийные словари / Федеральное государственное бюджетное учреждение культуры «Российский этнографический музей». — 2-е изд. — СПб.: Нестор-История, 2017. — 524 с.

## Звания и награды
- «Заслуженный работник культуры РСФСР» (3 сентября 1980 года
- Медаль ордена «За заслуги перед Отечеством» II степени  [1]
- Значок «За отличную работу» (15 июля 1970).
- Медаль «В ознаменование 100-летия со дня рождения Владимира Ильича Ленина»